# Linia kolejowa Karlovy Vary – Merklín
Linia kolejowa Karlovy Vary – Merklín (Linia kolejowa nr 141 (Czechy)) – jednotorowa, regionalna i niezelektryfikowana linia kolejowa w Czechach. Łączy Karlowe Wary i Merklín. Przebiega w całości przez terytorium kraju karlowarskiego.